# Nicolau III de Saint Omer
Nicolau III de Saint Omer (m. 30 de janeiro de 1314) foi um dos mais poderosos e influentes senhores da Grécia franca. Ele foi marechal hereditário do Principado da Acaia, senhor de um terço de Ácova e metade de Tebas. Ele também serviu em três ocasiões como bailio do Principado da Acaia (1300–1302, 1304–1307, ca. 1311–14).

## Vida

Grécia franca em 1278

Nicolau foi o filho de João de Saint Omer, marechal do Principado da Acaia, e Margarida de Passavante, e o neto de Bela de Saint Omer, que primeiro recebeu metade de Tebas como seu domínio do duque de Atenas (que mantinha a outra metade). De seu pai, que morreu antes de 1290, Nicolau herdou um terceiro da Baronia de Ácova (originalmente a herança de sua mãe), bem como extensas terras na Messênia e o posto de marechal da Acaia.
Ele lutou nas campanhas de 1291/1292 contra os gregos bizantinos do Despotado do Epiro, e herdou o governo sobre metade de Tebas de seu tio Otão de Saint Omer em sua morte, em algum momento antes de 1299. Ele foi consequentemente um homem de influência nos assuntos da Grécia franca. Foi sob seu conselho que o duque de Atenas Guido II de la Roche foi casado com a filha e herdeira da princesa Isabel de Vilearduin, Matilda de Hainaut, num esforço para melhorar as relações dos dois mais poderosos, e frequentemente rivais, Estados francos da Grécia, e estabelece uma aliança entre eles. Em 1300–1302, durante a ausência de Isabel na Itália, Nicolau serviu como bailio (representante) do suserano da Acaia, rei Carlos II.
Em 1301, a princesa Isabel casou-se com seu terceiro marido, Filipe de Saboia. O novo príncipe rapidamente fez-se impopular na Acaia por sua arrogância, métodos despóticos, e desrespeito pelos costumes feudais do principado. Quando Filipe, imediatamente após sua chegada, prendeu o chanceler Benjamim de Calamata, Nicolau confrontou o novo príncipe em Glarentza e veementemente protestou esse ato; a violência foi evitada através da intervenção dos chanceleres de Isabel e Filipe. Em 1302/3, Nicolau fez campanha ao lado de seu suserano Guido II de Atenas na Tessália, para ajudar o governante local João II Ducas a repelir uma invasão epirota. Os epirotas foram repelidos, e o exército franco invadiu tão longe quanto a província bizantina em torno de Salonica, de onde retiraram-se a pedido da imperatriz Iolanda de Monferrato.
Em 1303/1304, Carlos II de Nápoles lançou um ataque no Epiro, onde a regente epirota, Ana Cantacuzena, recusou-se a reafirmar a vassalagem epirota à Nápoles. Um contingente acaio, sob Filipe de Saboia e com Nicolau presente, reuniu as forças napolitanas. A força combinada liderou cerco à capital epirota de Arta, mas sofreu baixas para pouco ganho e retirou-se com o início do outono. Carlos estava determinado a renovar seu ataque na primavera seguinte, mas Ana do Epiro conseguiu sabotar seus planos ao subornar Filipe de Saboia a ficar em casa. Como uma desculpa para sua recusa a fazer campanha, Nicolau aconselhou Filipe a chamar um parlamento em Corinto. Quando Filipe mais tarde naquele ano foi à Itália, para resolver sobre sua pretensão no Piemonte, Nicolau foi nomeado bailio em sua ausência. Nicolau permaneceu no posto até 1307, quando o novo príncipe, Filipe I de Taranto, nomeou Guido II de Atenas.
Nicolau também emergiu como o patrono da irmã mais jovem da princesa Isabel, Margarida de Vilearduin, que teve vários inimigos por conta de sua reivindicação do principado. Neste papel, em 1304, opôs-se a Filipe de Saboia e ajudou Margarida a assegurar parte da herança de seu marido, o conde palatino de Cefalônia e Zacinto Ricardo Orsini, de seu enteado, João I. Segundo a versão aragonesa da Crônica da Moreia, ele também serviu novamente como bailio após Guilherme de la Plainche (atestado em ofício em 1311), possivelmente até sua morte, quando foi sucedido por Nicolau, o Mouro. É possivelmente, contudo, que esta referência é uma confusão com seus dois mandatos anteriores.
Nicolau foi casado, em algum momento após 1294, com Guilherma Orsini, filha de Ricardo Orsini e viúva do grande condestável João Chauderon, mas o casamento não gerou descendência. Quando Nicolau morreu em 30 de janeiro de 1314, assinalou o fim da linhagem de Saint Omer.